# Abraham Dee Bartlett
Abraham Dee Bartlett (1812-1897) fue un zoólogo británico.
Bartlett tenía una tienda de la historia natural pequeña cerca del Museo Británico dónde vendía su animales taxidermizados. Fue superintendente de Parque Zoológico de Londres desde 1859 a 1897. Publicó numerosos artículos en las observaciones que realizó en el zoológico
. Estos se publicaron después de su muerte en dos libros, los Wild Animals in Captivity (Animales Salvajes en cautividad, 1898) y Life among Wild Beasts in the Zoo (Vida entre las Bestias Salvajes en el Zoo, 1900).
Fue el padre del zoólogo Edward Bartlett.
Describió Apteryx mantelli en 1852.

## Abreviatura (zoología)
La abreviatura A.D.Bartlett  se emplea para indicar a Abraham Dee Bartlett como autoridad en la descripción y taxonomía en zoología.